# Viking (Alberta)
Viking es un pueblo canadiense situado en la provincia de Alberta.

## Superficie
Viking tiene una superficie de 3,45 km².

## Demografía
En 2021, tenía 986 habitantes, una densidad poblacional de 285,9 hab./km², y 490 viviendas.